# پله کیل
پله کیل (هلندی: Pelle Kil؛ زادهٔ ۲۶ مهٔ ۱۹۷۱) دوچرخه‌سوار اهل هلند است.